# Nagybresztó
Nagybresztó (ukránul: Брестів) falu Ukrajnában, Kárpátalján, a Munkácsi járásban.

## Fekvése
Kishídvég és Kislécfalva között fekszik.
Az 528 m tengerszint feletti magasságban fekvő falunak 2001-ben 355 lakosa volt.

## Története
A település környékén ősidők óta éltek emberek. Területén római korból származó leletek kerültek napvilágra.
A települést magát azonban csak 1600 körül említették először. A környék falvaihoz hasonlóan a Munkácsi uradalomhoz tartozó Rákóczi birtok volt, majd 1944-ig a Schönborn család birtoka volt.